# 原宿

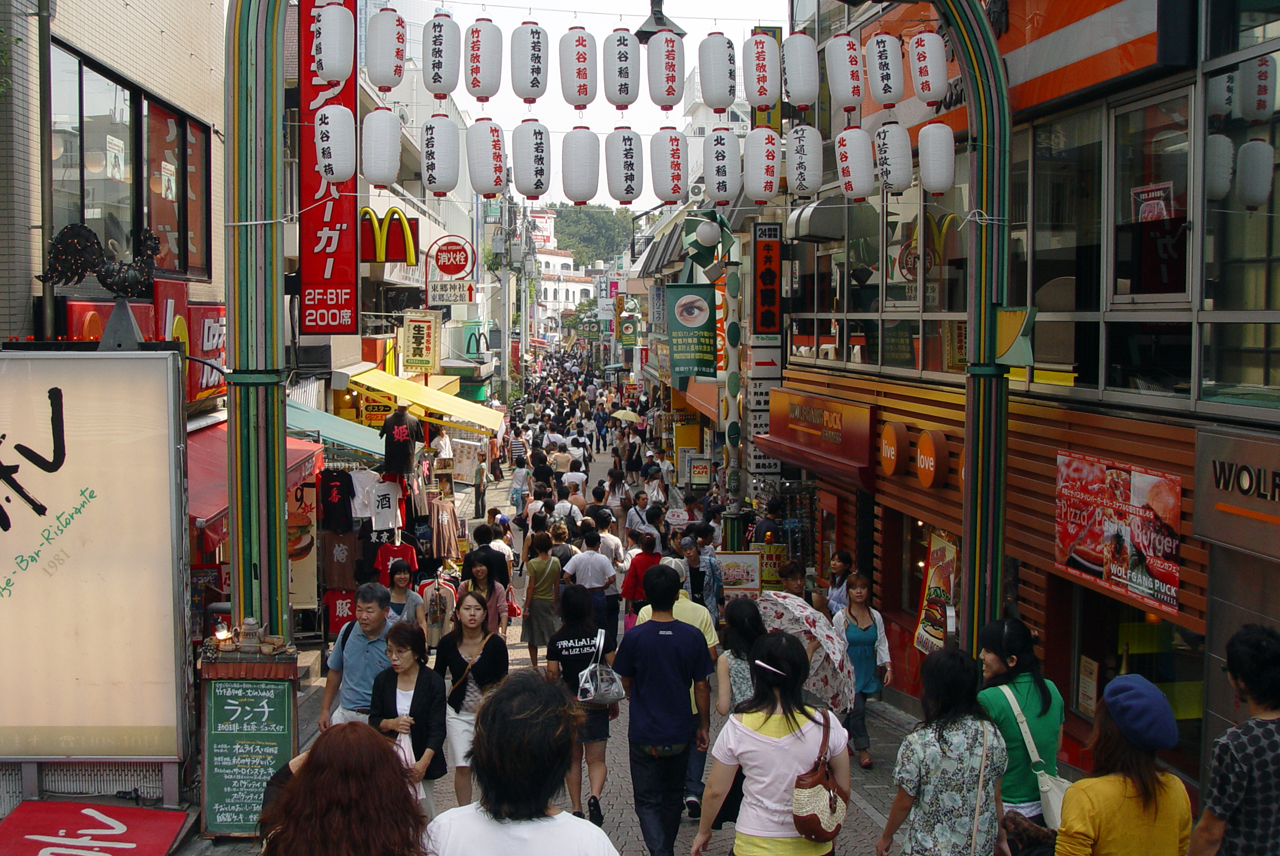
竹下通り

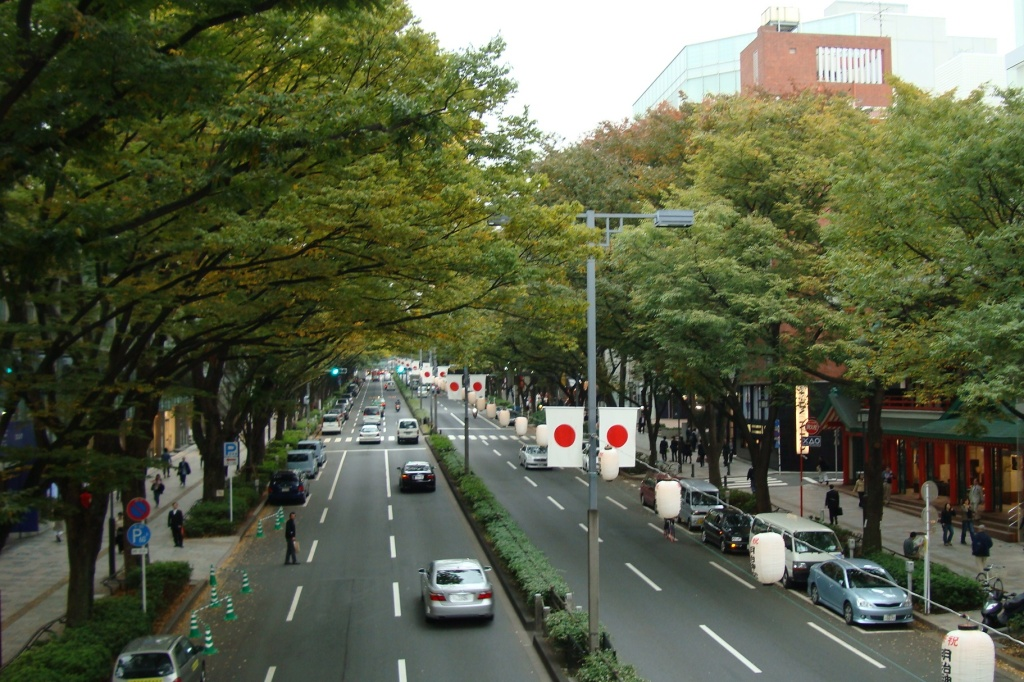
表参道

原宿（はらじゅく）は、東京都渋谷区の汎称地名。渋谷区神宮前の町域がその大部分を占める。おおよそ原宿駅周辺から表参道周辺までを指し、東京随一の「ファッションの街」として知られる。ファッションビルや路面店が集積する繁華街である。
1965年までは町名として存在しており、原宿一丁目から三丁目まで（現在の神宮前一丁目から四丁目に相当）があった。

## 概要・地理
現在広く「原宿」として認識される地域のうち、明治通りや旧渋谷川（穏田川。現在は「キャットストリート」と呼ばれることもある遊歩道（旧渋谷川遊歩道路）となっている）に近い低地部周辺は、かつて「穏田」（おんでん）と呼ばれており、1965年以前の町名で「原宿」に相当していたのは、表参道の北側、現在の神宮前2丁目の町域のうち青山寄りの台地部分、神宮前3丁目の多くの部分、神宮前1丁目のうち東郷神社からその裏手に続く台地部分などのみであった。一方、原宿駅から竹下通り周辺は「竹下町」と呼ばれていた。1965年以降は住居表示実施により、この一帯の町名はすべて「神宮前」で統一され、「原宿」の町名は消滅した。
日本では、1970年辺りまでは、「若者の街」「若者文化」の流行の発信地といえば、新宿だった。しかし1969年、ベトナム戦争への反戦運動として新宿駅西口地下広場で行われていた無許可のフォークソング集会を警察が強制解散させ、その後の6月28日に若者達と機動隊が衝突して多数の逮捕者が出た「新宿西口フォークゲリラ事件」を機に、新宿に若者が集まることが困難となり、同時に若者からも新宿が忌避されるようになった。
一方、1973年に渋谷でPARCOの開店があり、渋谷駅から渋谷PARCOを経て渋谷区役所・渋谷公会堂に至る「区役所通り」を「渋谷公園通り」と改称して再開発を実施したことで、日本における「若者文化」の歴史が大きく変化。その流れは「新宿から渋谷、または渋谷区一帯へ」（つまり原宿、表参道、代官山、裏原宿方面へ）と移り変わっていった。これは同時に、政治色の強いカウンターカルチャーから商業主義的色彩の強いサブカルチャーへの変質でもあった。
隣接する表参道・青山エリアと並んで東京を代表する「ファッションや流行の発信地」として知られる。「原宿」とは違う独自の発展を遂げてきた「表参道」で起こった1980年代のDCブランドブームや、これまた「原宿」とは違う独自の発展を遂げてきた「裏原宿」での2000年代の裏原系ブームなどと一緒に、長い間日本のファッションシーンを牽引してきた。
竹下通り、明治通りや表参道と裏原宿とを繋げる「キャットストリート」などを中心にファッション関連の店舗が広範囲に集積しており、その範囲は他の東京の繁華街のような駅周辺や主要な通り沿いだけにとどまらない。また、新宿や池袋のような駅ビル型ファッションビルや百貨店などの大型商業施設中心の街とは異なり、路面店や低層のテナントビルに入居するアパレルが多いのが特徴である。原宿だけではなく裏原宿界隈に繋がる辺りを中心にしたエリアの路地裏に店舗を構えているブランドや美容院なども多い。女子中高生向けのリーズナブルなブランドから古着屋、高感度なセレクトショップ、ラグジュアリーブランドの旗艦店などがあり、表参道と繋がるエリアではファストファッションの大型店舗など様々なアパレルショップが広範囲に軒を連ねている。ジャンルもモード、ストリート、アメリカンカジュアル、ロリータなど多種多様であり、まさに東京のファッションの中心地である。原宿とは違い表参道がハイブランドの大型旗艦店が多数集積しているのに対して、主に原宿（特に竹下通り界隈）は、女子中高生向きの低価格帯のブランドが中心であり、エリアにより価格帯や街の雰囲気が異なる（「原宿のファッション史」も参照）。
東京を代表するショッピングの街であるが、現在のような「ファッションの街」になる以前はこの辺りは閑静な住宅街であり、現在でも路地裏にはアパレルや美容院の店舗と住宅とが混在している。

## 歴史

### 江戸時代以前

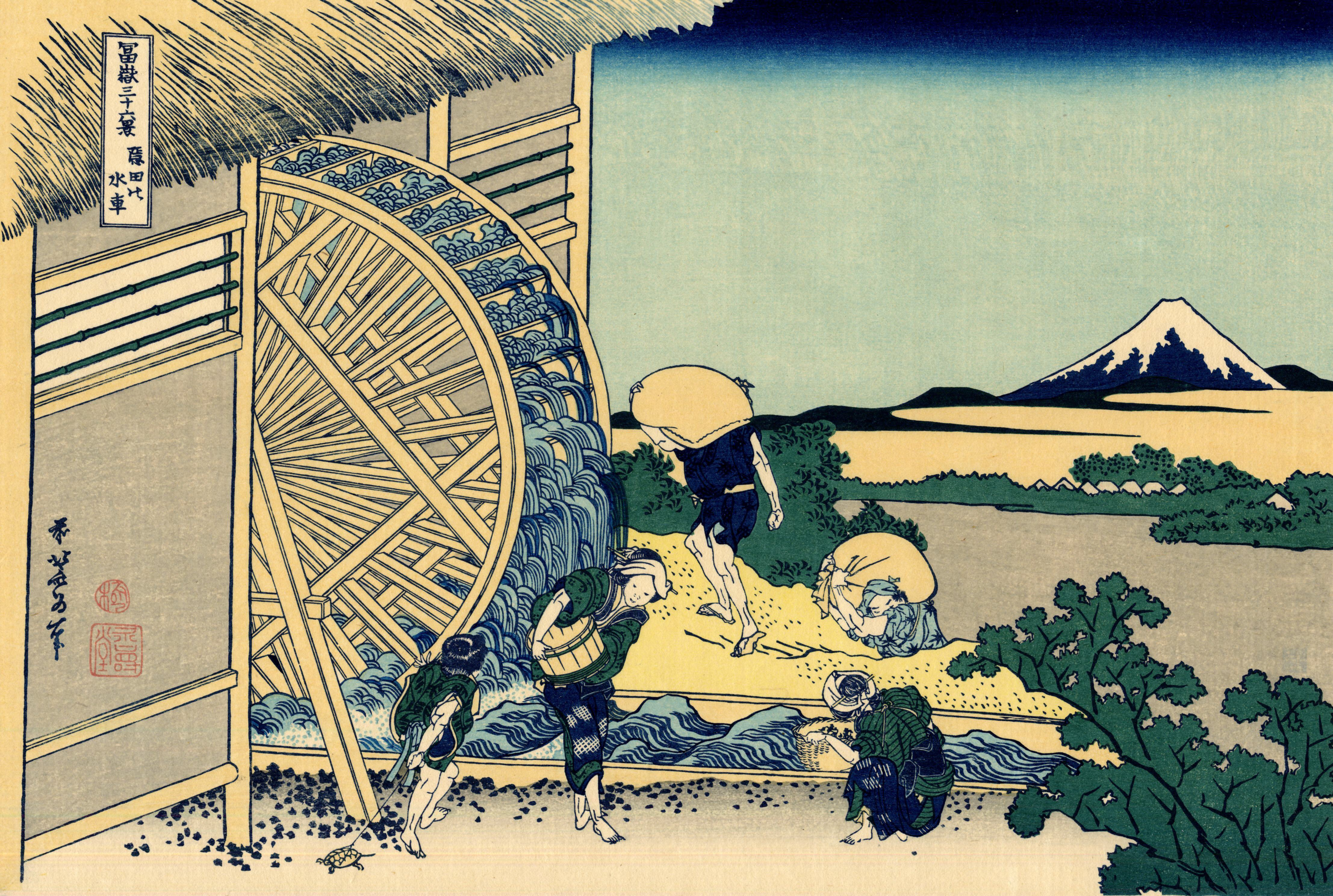
葛飾北斎『富嶽三十六景』「隠田の水車」

江戸時代以前は鎌倉街道の宿場町があった。後三年の役の際には源義家がこの辺りで軍勢を揃えたとも言われ、この坂は勢揃い坂（現在の神宮前2丁目）と呼ばれている。1582年の本能寺の変の際に徳川家康を堺から三河まで無事に帰国させた「伊賀越え」の行賞として、1590年に伊賀者に穏田村とともに原宿村が与えられた、という記述もある。
江戸時代に入ると、甲州街道の南にある原宿には江戸の防衛のために伊賀衆の組屋敷が置かれた。また、安芸藩藩主浅野家の江戸屋敷（現在の神宮前4・5丁目）のほかに、数多くの幕臣の屋敷もあった。農民の暮らしはというと、渋谷川などでの水車による精米、製粉が中心であった。しかし、やせた土地であったために生産は上がらず、生活は苦しかった。そのために農民は雨乞いをよく行っていたという。丹沢の大山阿夫利神社や榛名山に日帰りで詣でた、という話も残されている。

#### 地誌による記載
江戸時代末期に著された地誌 『新編武蔵風土記稿』は、原宿について次のように記載している：
「原宿村。当所は古へ相模国鎌倉より奥州筋の往還係て宿駅を置し所故此の名ありと、また村内竜岩寺の伝に、往昔源義家奥州下向の時、渋谷城に滞溜し当所にて軍勢着到せし故、今に門前の坂を勢揃坂と唱ふと云、当時街道なりし事証すへし、村の東青山五十人町の通衛は今も相模国矢倉沢に達する往還なり」

### 明治時代以降
江戸時代が終焉を迎えた1868年（慶應4年）の時点では、原宿村は幕府領となっていた。同年6月、原宿村を含む現在の渋谷区の区域にあった町村は、同年に任命された武蔵知県事・松村長為の管轄とされたが、原宿村は同年（明治元年）11月、東京府の管轄に再編された。
1879年、郡区町村編制法が施行され、原宿村が旧来から含まれていた旧武蔵国豊島郡の地域には南豊島郡と北豊島郡が新設され、原宿村は南豊島郡に属することとなった。
1889年、町村制が施行され、原宿村は穏田村、千駄ヶ谷村と合併、南豊島郡千駄ヶ谷村の一部となった。7年後の1896年、南豊島郡は東多摩郡と合併して豊多摩郡となったことから、原宿の所属も豊多摩郡千駄ヶ谷村に変わった。

#### 終戦直後まで

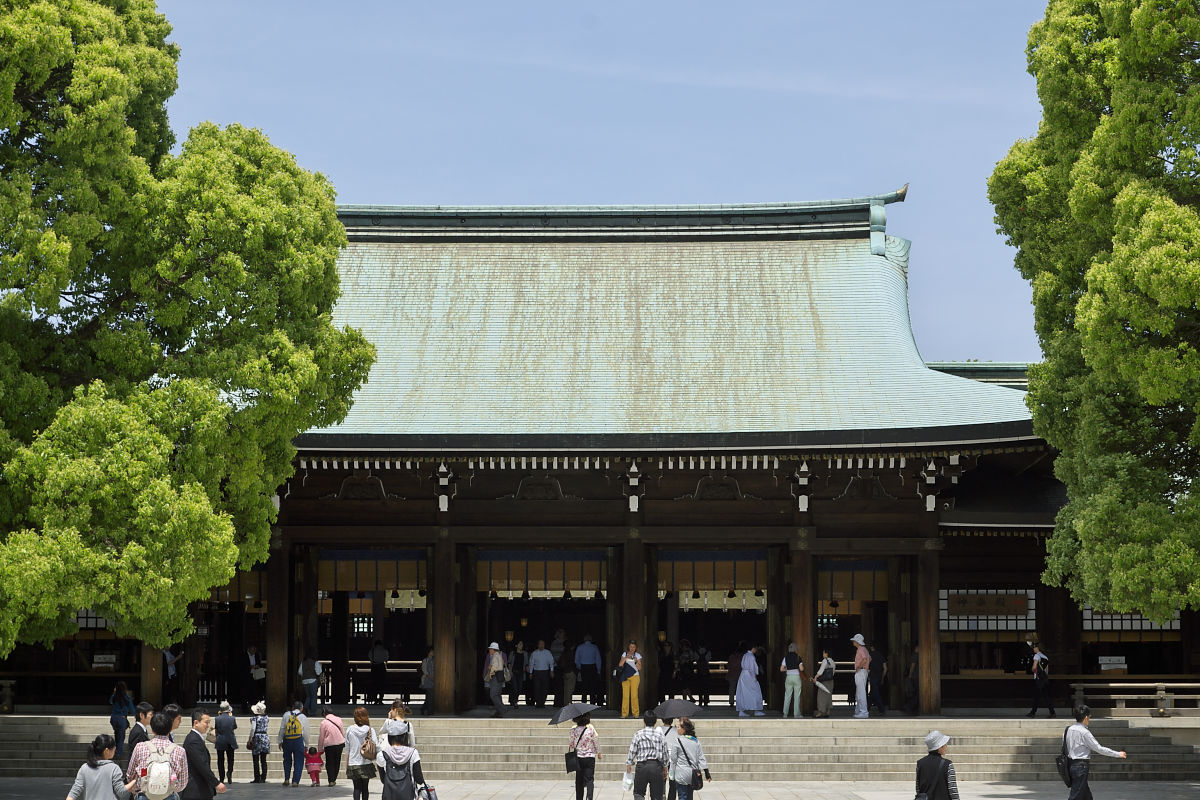
明治神宮

1906年の山手線延伸により原宿駅が開業、1919年には明治神宮創建に合わせて表参道が整備された。
太平洋戦争末期の1945年、アメリカ軍による東京大空襲により一帯は焦土と化した。終戦後は接収された代々木錬兵場跡地（現在の代々木公園一帯）に米空軍の兵舎「ワシントンハイツ」が建設され、表参道沿いにはキディランド、オリエンタルバザー、富士鳥居といった米軍将兵とその家族向けの店が営業を始めるようになった。

#### 1960年代

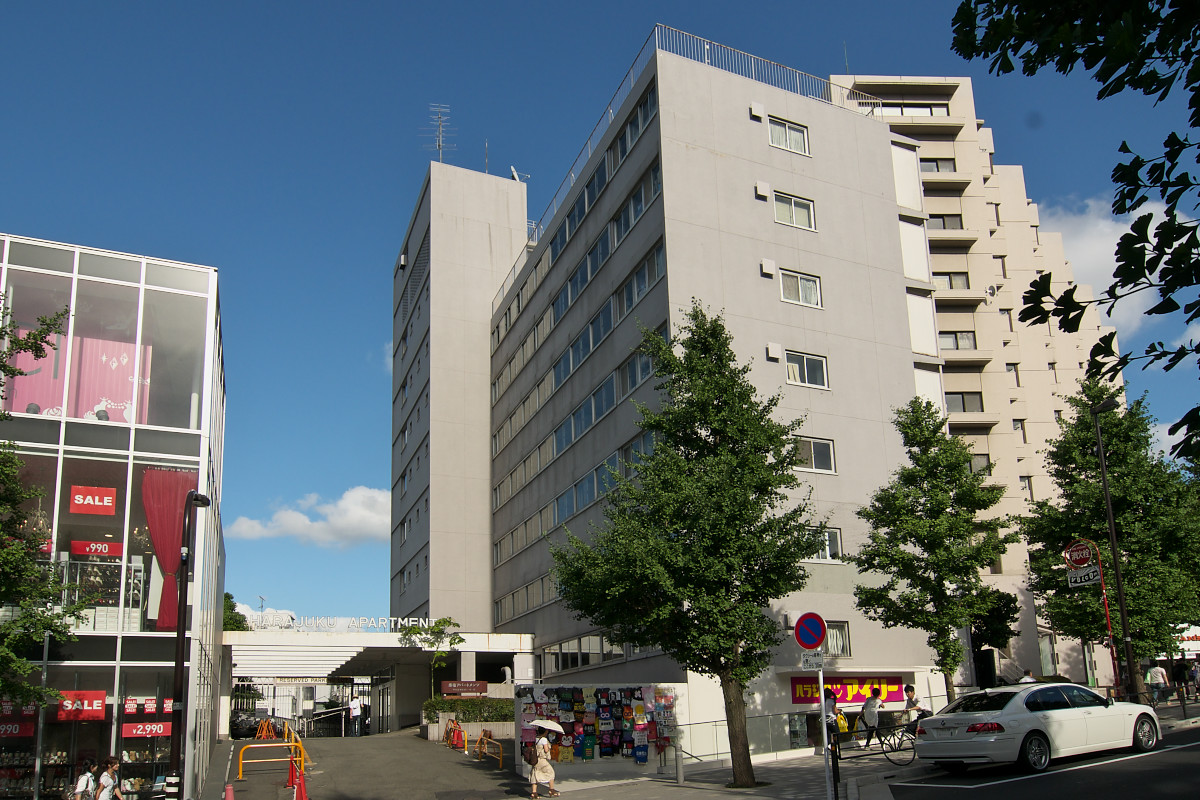
原宿アパートメンツ
（2010年）

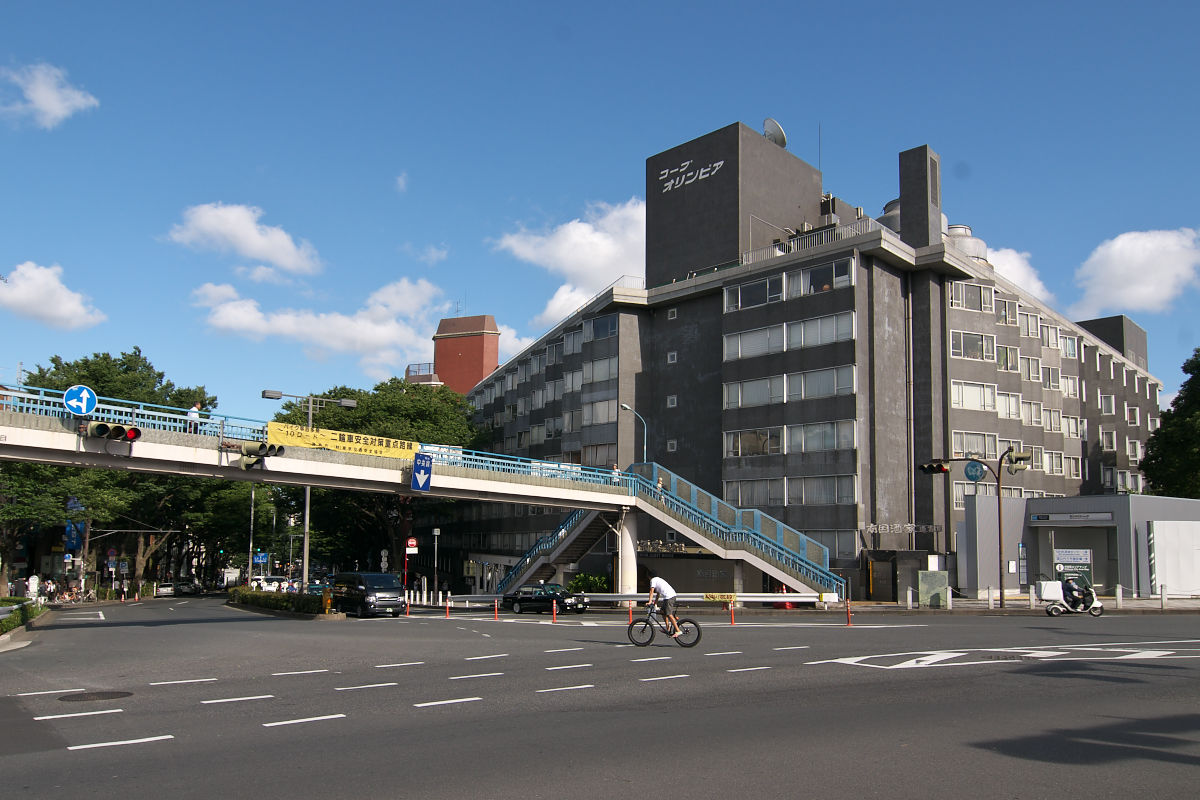
コープオリンピア
（2010年）
2014年に歩道橋は撤去された

1960年代には住居表示の実施によって、それまで原宿駅周辺から青山通りにかけての住所であった、渋谷区「竹下町」、「穏田1〜3丁目」、「原宿1〜3丁目」は、すべて渋谷区「神宮前」に変わった。1964年には、近隣の代々木体育館などを会場として、東京オリンピックが開催されている。
1966年から翌年にかけては、明治通りと表参道の神宮前交差点付近に開店した「ドライブイン・ルート5」に夜な夜な車で乗り付け集う裕福な家庭の子女らが見られるようになった。これらの若者は「原宿族」と呼ばれたが、表参道を疾走する自動車の騒音をはじめ、勝手に民家の敷地内に入り込むなど風紀を乱す存在として地元住民とあいだでは問題となった。同年11月には地元有志により「生活環境を守る会」が結成された。
また、1962年のマンション法施行に伴う「第一次マンションブーム」によって高級マンションが相次いで建築されたのもこの頃である。郊外では住宅都市整備公団（当時）による「団地型」集合住宅が大量供給された一方、都心部ではデベロッパーによる全く新しい住み方の提案としての高級マンションが建築され、それら黎明期の高級マンションの建築が最も集中していたのが原宿・渋谷地区であった。。
原宿に作られたマンションで最も初期のもののひとつは1958年に第一生命住宅（現在の相互住宅）が原宿駅前に建築したデラックス賃貸アパートメント「原宿アパートメンツ」であり、1960年には原宿セントラルアパートも竣工した。また、1965年（昭和40年）完成のコープオリンピアは、第一次マンションブームにおける高級マンションの代表例とされる。。さらに同年、富士アパート分譲による「グリーン・ファンタジア」、そして「パーク・ハイツ」、翌1966年（昭和41年）には「コープ・オリンピア・アネックス」と表参道沿いには当時「ホテルのような設備と快適さ」を謳い文句としていた全館集中冷暖房のデラックス・マンションが軒を連ね、この頃より、これら豪華なマンション群を背景とした雑誌の撮影なども行われるようになった。
ファッション関連では1959年、原宿地区初のモデル・クラブである「エディ・アラブ・モデル・プロダクション」（現・イイプロモーション）が発足、1966年には原宿地区初の本格的ブティックである「マドモアゼル ノンノン」が開店している。こうして翌1967年に入ると現在の神宮前交差点から北側の明治通り沿いには従来の飲食店に加え、洒落た喫茶店やアクセサリー店なども開店するようになり、同じ頃ニット製品の「gim」や靴下で知られる「モンド」も現在は裏原宿と呼ばれる地域で産声を上げている。

#### 1970年代
1970年代に入ると、ファッションを中心とする若者文化は、従来の新宿より次第に原宿から渋谷方面へと推移していった。1970年に創刊された『an・an』と翌年創刊の同じく女性向けファッション雑誌である『non-no』は挙って原宿をお洒落な街として取り上げ、やがてそれらの雑誌を片手に原宿を闊歩する若い女性達のことをアンノン族と呼ぶようになった。
1971年、東郷神社が運営し、ヨーロッパのファッション衣料やアクセサリー、家具などを販売する複合ビル「パレフランス」が竹下通り出口付近の明治通り沿いに竣工した。翌年には営団地下鉄（当時）の千代田線が全面開通し、明治神宮前駅が設置された。1976年頃からは、表通りを離れた竹下通りまでをもファッションの波が押し寄せ始めることとなった。
1978年、ファッションビル「ラフォーレ原宿」が開業、この頃になると原宿はファッション・アパレルの中心として広く知られるようになっていた。マンションにはデザイン事務所などが挙って（こぞって）入居。その中でも原宿セントラルアパートは、デザイナーやカメラマンなどのクリエーター達が事務所を構え文化を牽引した。当アパート1階にあった「喫茶レオン」は浅井慎平、タモリ、渥美清、伊丹十三、操上和美ら芸能人や表現者ないしクリエイターら、あるいは裕福な人々からクールス等の「不良グループ」までが集う場所として70年代には注目を集めた。また、大川ひとみは1970年、原宿セントラルアパート内の小さなショップからロリータ・ファッションの源流「MILK」をスタートさせた。

#### 1980年代
1980年代に入ると女性アイドル歌手が芸能誌などで着用する衣装としても需要が高まる。そして文化屋雑貨が開店した時は評判となる。
1982年 - 1984年、日本初のライブバー「ピテカントロプスエレクトス」が桑原茂一により営まれ、スネークマンショーなどのヒット作がうまれた。
1980年代になると竹の子族の影響により、竹下通りが発展。80年代後半はタレントショップが増える。1977年から始まった歩行者天国（ホコ天）にはたくさんの若者が集まり、ロックンローラー族やホコ天バンドブームが起き最盛期には日に10万人が集まった。しかし、1998年8月31日をもって、原宿の歩行者天国は廃止された。

#### 1990年代以降

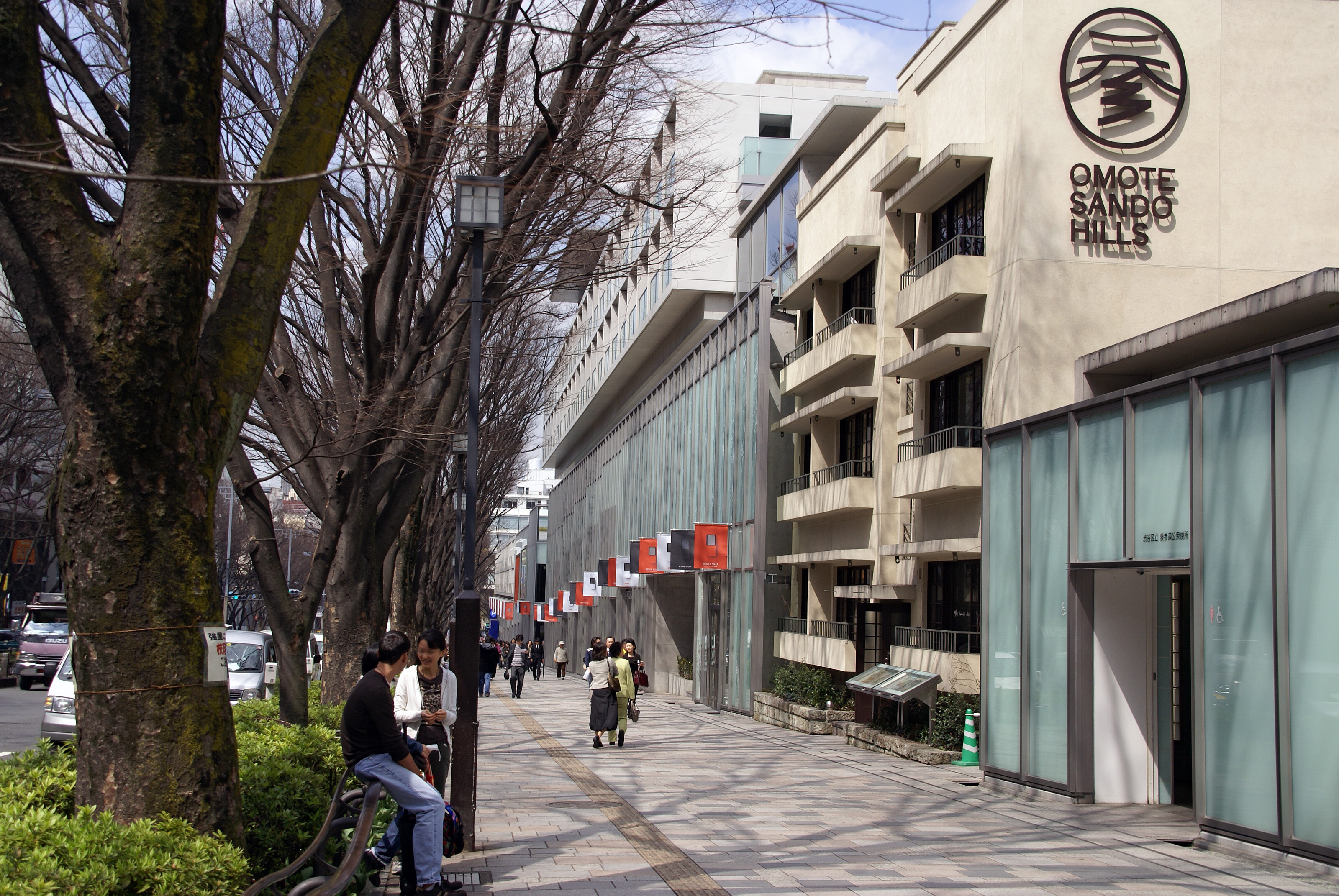
表参道ヒルズ

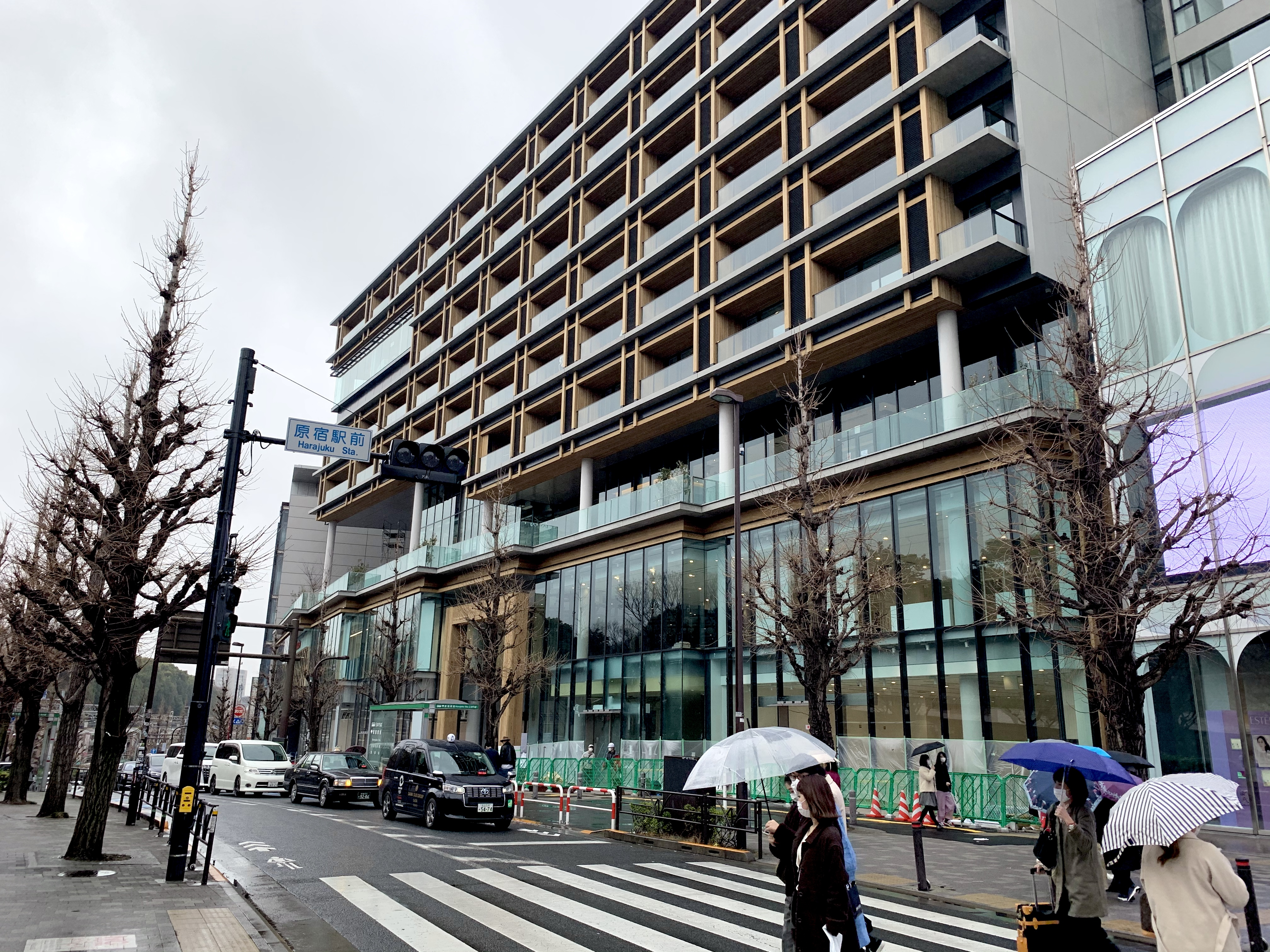
ウィズ原宿

1990年代は表参道に海外有名ファッションブランドの旗艦店が続々とオープンした。その傍ら、神宮前三丁目、神宮前四丁目の住宅地には新たなファッショントレンドの店が並び、「裏原宿（ウラハラ）」と呼ばれる一角が形成された。2006年には同潤会青山アパート跡地に表参道ヒルズがオープン。2008年には東京メトロ副都心線が開業した。
また2010年以降ではファッションだけでなくポップコーン、パンケーキ、タピオカミルクティーといった海外からの食品ブームの国内の主要発信地としての役割も増してきている。
2020年には、原宿アパートメンツや原宿第一マンションズを含む複数の敷地が再開発され、原宿駅前にウィズ原宿が開業した。

##### 原宿KAWAii文化の流行

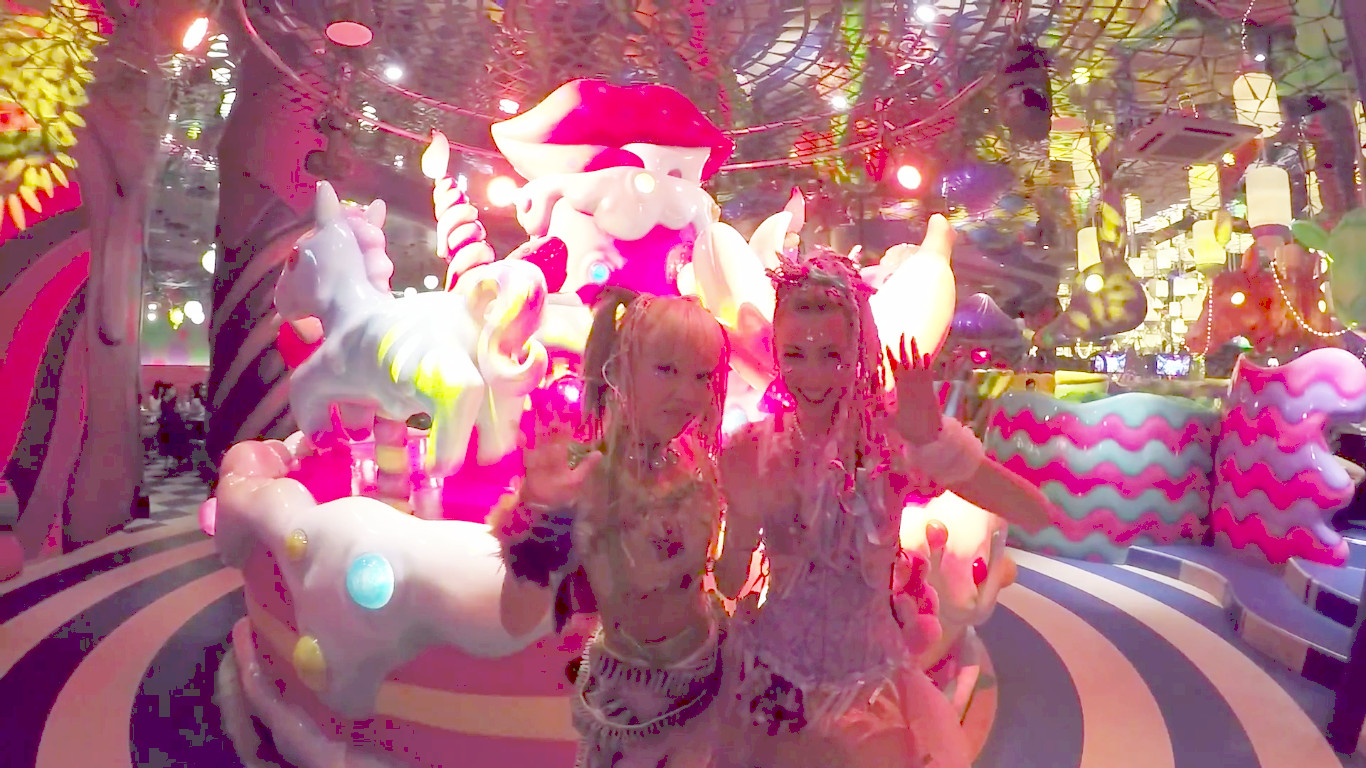
増田セバスチャンプロデュース「カワイイモンスターカフェ」

1995年に増田セバスチャンによる表現の場として、センセーショナル・カワイイというコンセプトによる「6%DOKIDOKI」という店がオープンした。このコンセプトは若者を中心に大いに受け入れられ、シノラーや、それに続く青文字系を生み出した。
2000年代に入り、アソビシステム社長の中川悠介により、原宿におけるその他の流行も含めて、原宿の特異な文化が"原宿KAWAii文化"と総称された。同社による原宿KAWAii文化の世界的売り出し戦略の実行もあり、原宿の文化は国内のみならず、世界的にも注目を集めた。

### 沿革

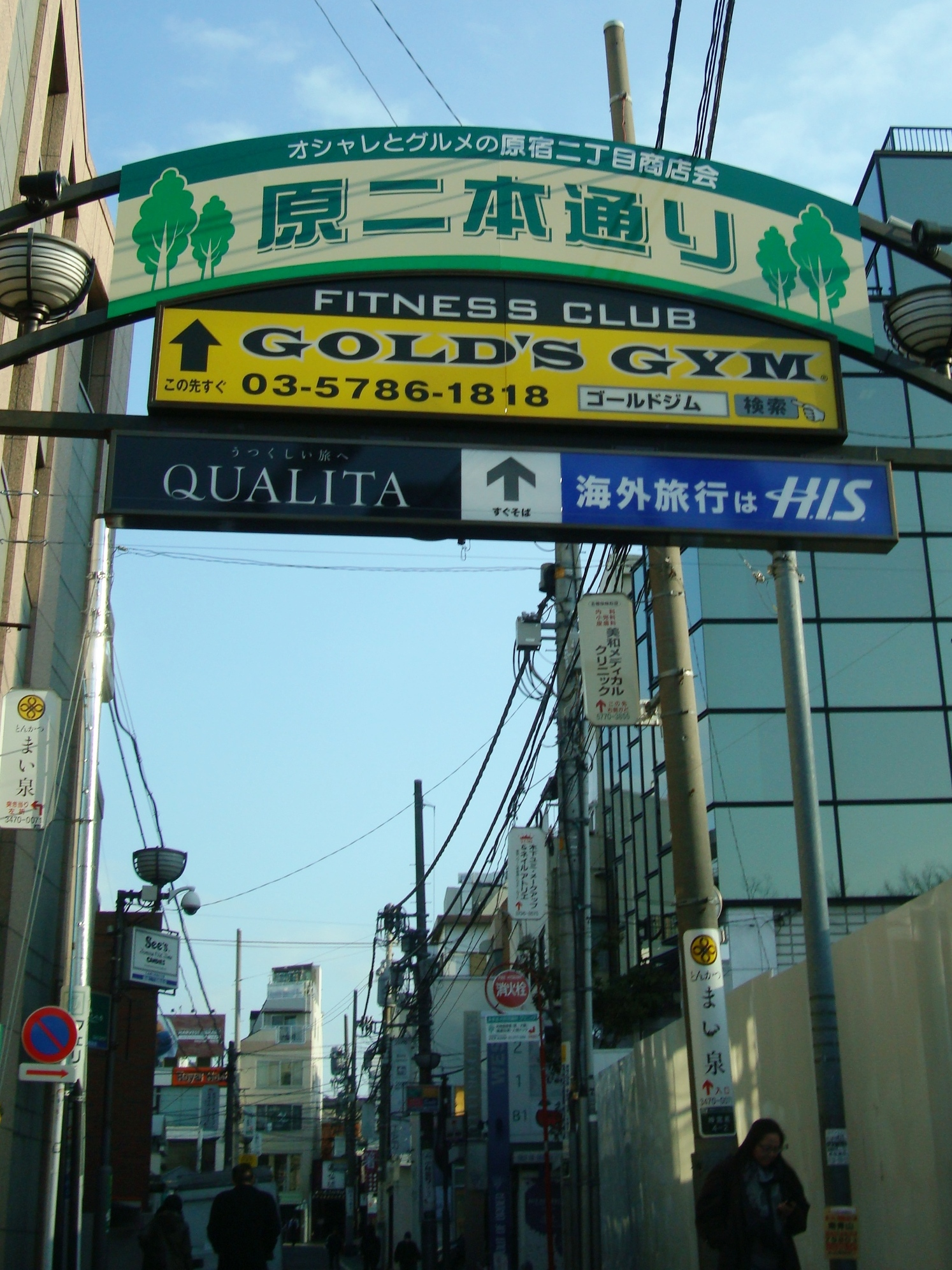
原宿二丁目の地名を残す商店街 （2011年、神宮前四丁目）

- 1871年 - 東京府豊嶋郡原宿村（廃藩置県により）
- 1878年 - 東京府南豊島郡原宿村（郡区町村編制法により）
- 1889年 - 東京府南豊島郡千駄ヶ谷村大字原宿（千駄ヶ谷村に編入）
- 1896年 - 東京府豊多摩郡千駄ヶ谷村大字原宿
- 1907年 - 東京府豊多摩郡千駄ヶ谷町大字原宿（町制施行）
- 1932年10月1日 - 東京府東京市渋谷区原宿（東京市に編入、竹下町を分離）[7]
- 1943年7月1日 - 東京都渋谷区原宿（東京都制施行）
- 1965年3月1日 - 東京都渋谷区神宮前（隠田、竹下町と共に改称）[8]

### 町名の変遷
| 実施後     | 実施年月日    | 実施前                               | 備考                             |
| ---------- | ------------- | ------------------------------------ | -------------------------------- |
| 原宿一丁目 | 1932年10月1日 | 千駄ヶ谷町大字原宿字竹ノ下・字北原宿 | 現在の神宮前２丁目と３丁目の一部 |
| 原宿二丁目 | 1932年10月1日 | 千駄ヶ谷町大字原宿字南原宿           |                                  |
| 原宿三丁目 | 1932年10月1日 | 千駄ヶ谷町大字原宿字石田・字灰毛丸   |                                  |

| 実施後       | 実施年月日   | 実施前（各町名ともその一部）                                 |
| ------------ | ------------ | ------------------------------------------------------------ |
| 神宮前一丁目 | 1965年3月1日 | 竹下町、代々木外輪町、穏田一丁目、穏田三丁目および原宿三丁目 |
| 神宮前二丁目 | 1965年3月1日 | 原宿一丁目、原宿三丁目および千駄ヶ谷二丁目                   |
| 神宮前三丁目 | 1965年3月1日 | 原宿一丁目、原宿二丁目および原宿三丁目                       |
| 神宮前四丁目 | 1965年3月1日 | 穏田一丁目、原宿二丁目および原宿三丁目                       |

### 他の町に組み入れられた原宿
- 青山 元々江戸期には「青山原宿村」と呼称されるなど、隣接する青山地区との関連は深かったが、1738年に町並が立ち並んだ箇所に青山原宿町と青山久保町が起立した[注釈 11]。ただし、これは1872年に青山北町五丁目に組み入れられ、現在は港区北青山三丁目になっている。1889年5月1日に字竹ノ下の一部が赤坂区に編入された。また、原宿村には飛地が存在し、青山墓地下の笄川沿いに字五反田が存在していたが、同じ1889年5月1日に北半分が赤坂区に編入された。1891年に編入された地域も含めそれぞれ青山南町五丁目（現・港区南青山四丁目）に編入された。時代は下って1966年の住居表示実施の際にも原宿一丁目の一部（東京都立青山高等学校の周辺）が港区北青山二丁目にそれぞれ編入されている。
- 西麻布・六本木 上述の飛地字五反田の南半分は1889年5月1日に麻布区に編入され、1891年に隣接する麻布笄町（現・港区西麻布二丁目）・麻布霞町（現・西麻布一丁目）・麻布新龍土町（現・六本木七丁目）に、それぞれ編入された。

### かつて存在した施設
- ドライブイン・ルート5（→ラフォーレ原宿）
- 八角亭（1960年代以降、原宿地区唯一の朝鮮焼肉店で現在は複合ビルの八角館ビル）
- 同潤会青山アパートメント（→表参道ヒルズ）
- パレフランス（東郷神社が建てた明治通り沿いの複合ビル）
- 原宿セントラルアパート（→ティーズ原宿→解体）
- ハナエモリビル（→解体）
  - 三菱UFJ銀行表参道支店
- 表参道ビブレ（→エスキス表参道→シャネルやコム・デ・ギャルソン等が入るジャイル）
- ママとこどものデパート原宿カリヨン館（→FOREVER 21→撤退）
- HMV
- 若槻千夏プロデュースブランド WC (ダブルシー, HP。原宿にある大型アパレルリサイクルショップないし古着屋WEGOと若槻千夏とのコラボブランド）
- ペー・ジェー・セー・デー本社（→民事再生手続→破産）
- メナードビレック原宿ルセーヌ店
- エヌズゲーム表参道店（→民事再生手続→破産）
- りそな銀行原宿出張所（→I.T.'S.インターナショナル）
- コクド本社
- 交通局病院（→東京都職員共済組合青山病院→廃止[注釈 12]）
- 原宿アパートメンツ
- ホンダ本社（現在は南青山に移転）

## 観光
- 竹下通り
- 裏原宿
  - キャットストリート
- ラフォーレ原宿 - 「モードの街・表参道」で起こった80年代のDCブランドブームを牽引した重要な歴史を持っている場所。
- キデイランド原宿店（建替え中） - 原宿発の「kawaii」と裏原宿の「サブカルチャー」に繋がるキャラクターグッズなども世界に発信している。
- 東急プラザ表参道原宿
- YMスクウェア原宿
- niko and...（ニコアンド）
- 表参道ヒルズ
- 東郷神社
- 浮世絵 太田記念美術館

閉店・撤退した店舗・施設
- ビブレ
- HMV
- ハナエ・モリ
- THE TERMINAL (HP)
- FOREVER 21
- 原宿アルタ

## 交通

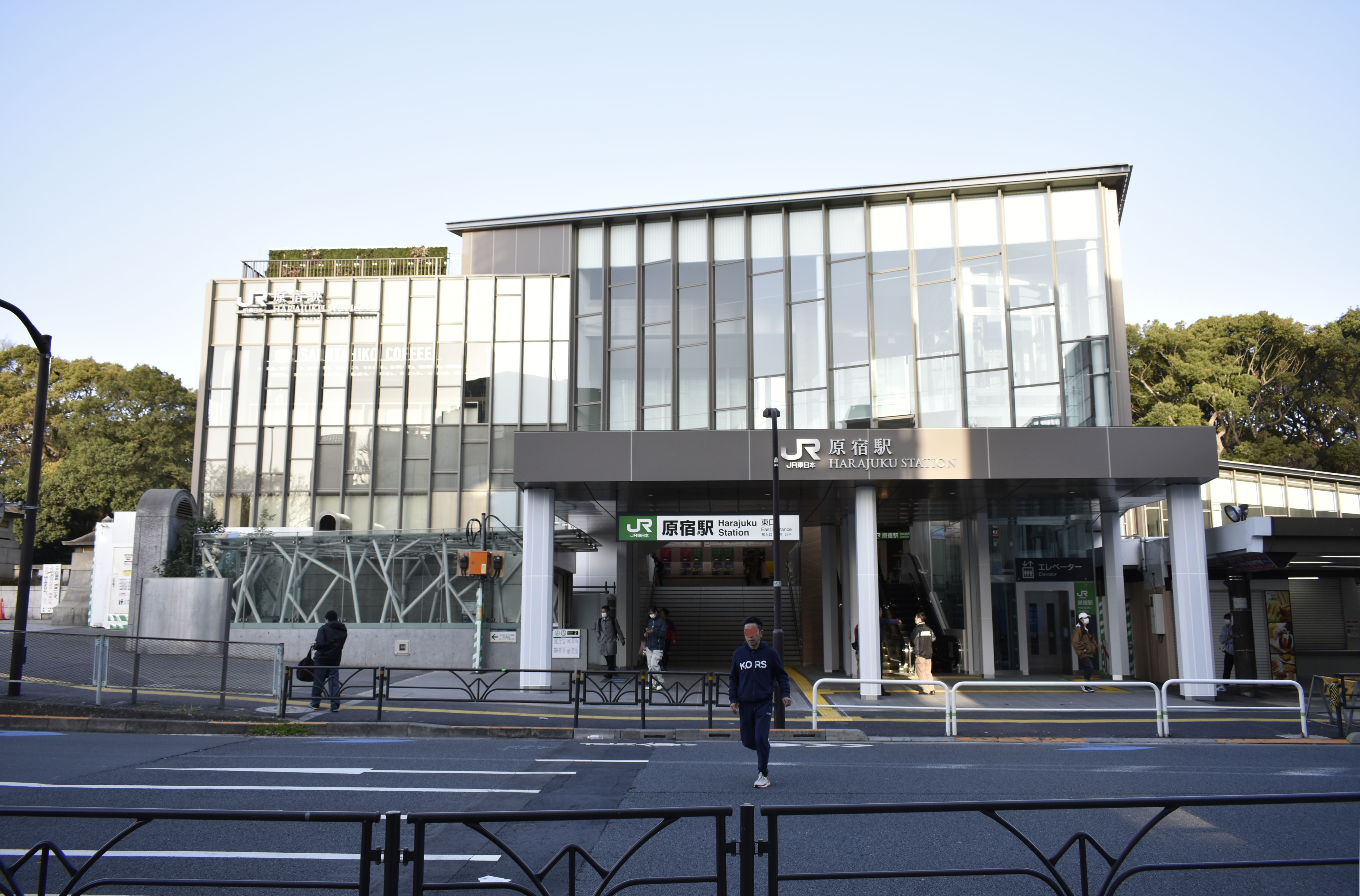
原宿駅

### 鉄道
- 東日本旅客鉄道（JR東日本）
  - 山手線：原宿駅
- 東京地下鉄（東京メトロ）
  - 千代田線：明治神宮前駅
  - 副都心線：明治神宮前駅

### 道路
- - 東京都道305号芝新宿王子線（明治通り）
  - 東京都道413号赤坂杉並線（表参道）
  - 東京都道418号北品川四谷線（外苑西通り）

## 原宿を舞台とした作品
楽曲
- パープル・シャドウズ「別れても好きな人」 - 歌詞中に「原宿」が出てくる。後述のロス・インディオス&シルヴィアのカバーで大ヒットした。
- 麻丘めぐみ「原宿グラフィティ」
- ロス・インディオス&シルヴィア「それぞれの原宿」
- 田原俊彦「原宿キッス」
- 高田みづえ「原宿メモリー」

アニメ
- りゅうおうのおしごと!
- ラブライブ!スーパースター!!

ゲーム
- 幻影異聞録♯FE - ゲーム中のマップのひとつとして竹下通りが登場する。

小説
- 4月のある晴れた朝に100パーセントの女の子に出会うことについて（村上春樹）
- 寝ても覚めても（柴崎友香） - 主人公が表参道のカフェで働く。

映画
- ゴールドラッシュ（1990年）

## 居住その他ゆかりある人物
1965年廃止の旧原宿町域の居住その他ゆかりある人物
- 徳富蘆花 - 作家。表参道ヒルズ裏手青山寄り神宮前4丁目に居住した。
- 北田正元 - 外交官。居住した。
- 九条武子 - 教育者、「大正三美人」。原宿の病院で死去した。
- 北原白秋 - 詩人、作家。1910年（明治43年）9月に牛込区新小川町から、与謝野夫妻の新詩社と縁がある千駄ヶ谷町の大字原宿に転居。

原宿出身の人物
- 塚本晋也 - 映画監督、俳優。